# Huey Lewis & The News
Huey Lewis & The News je americká rocková kapela, kterou tvoří Huey Lewis, Sean Hopper, Bill Gibson, Johnny Colla, Mario Cipollina a Chris Hayes. Někteří členové kapely pochází z kapely Soundhole, která byla členem Bay Areaské jazz-funk scény. Tato populární kapela zářila na přelomu osmdesátých a devadesátých let. Mezi největší hity této kapely patří "Heart and Soul", "Do You Believe in Love", "I Want a New Drug" a #1 hit "The Power of Love", který pochází z dobrodružného filmu Návrat do budoucnosti I, který je o cestování v čase a hraje zde v hlavní roli Michael J. Fox.

## Diskografie
- Huey Lewis and the News (1980)
- Picture This (1982)
- Sports (1983)
- Back to the Future Soundtrack (1985)
- Fore! (1986)
- Small World (1988)
- Hard at Play (1991)
- The Heart Of Rock & Roll - The Best Of Huey Lewis And The News (1992)
- Four Chords & Several Years Ago (1994)
- Time Flies... The Best of (1996)
- Plan B (2001)
- Live at 25 (2005)
- Greatest Hits & Videos (2006)